# Templet i Ain Dara
Templet i Ain Dara är ett neohettitiskt tempel från järnåldern. Det är beläget sextio kilometer nordväst om Aleppo i Syrien.